# Rwanda na Letnich Igrzyskach Olimpijskich 2004
Rwandę na Letnich Igrzyskach Olimpijskich 2004 reprezentowało 5 sportowców.

## Skład kadry

### Lekkoatletyka
Kobiety:
- Epiphanie Nyirabarame - maraton - 2:52:50 (54 miejsce)

Mężczyźni:
- Dieudonne Disi - bieg na 10 000 m - 28:43.19 (17 miejsce)
- Mathias Ntawulikura - maraton - 2:26:05 (62 miejsce)

### Pływanie
Mężczyźni:
- Leonce Sekamana
  - 50 m st. dowolnym - kwalifikacje: 28.99

Kobiety:
- Pamela Girimbabazi Rugabira
  - 100 m st. klasycznym - kwalifikacje: 1:50.39